# Dolní Kounice
Dolní Kounice là một thị trấn thuộc huyện Brno-venkov, vùng Jihomoravský, Cộng hòa Séc.